# ジョシュ・マクドウェル
ジョスリン・"ジョシュ"・マクドウェル（Joslin "Josh" McDowell, 1939年8月17日 - ）は、アメリカ合衆国の著作家、キリスト教弁証家。宣教団体キャンパス・クルセード・フォー・クライスト（CCC）スタッフ。

## 経歴

### 生い立ち
1939年、ミシガン州ユニオンシティで生まれる。家族は5人兄弟であった。父ウィルモットはアルコール依存症で、そのため彼は低い自尊心に苦しんでいた。また、6歳から13歳までの間、農場労働者のウェイン・ベイリーから度重なる性的暴行を受けていた。青年になったジョシュは空軍州兵に入隊し、基本的な身体訓練を受け、航空機の整備任務を担った。
当初政治家になるために法学を学ぼうとした彼は、ミシガン州バトルクリークにあるケロッグ・コミュニティ・カレッジに入学した。彼自身によると、大学時代は不可知論者で、キリスト教信仰における歴史的証拠を調査する論文を書こうとしていた。しかし、結局はその反証に失敗し、キリスト教に回心した。そしてイリノイ州にあるホイートン大学へ入学した。
同大学に在学中、大きな自動車事故に巻き込まれた。退院後には父と信仰について話す機会を持ち、それをきっかけに父も信仰を持つようになり、アルコール依存からも脱却することができた。
大学卒業後はカリフォルニア州にあるバイオラ大学タルボット神学校へ進学し、エホバの証人についての論文を執筆。優秀な成績で神学修士を取得した。

### 教役者として
1964年、キャンパス・クルセード・フォー・クライストの巡回代表に就任。
同団体でのキャリアは、ラテンアメリカでのキャンパス・スピーカー就任から始まり、在任中はマルクス主義者、ファシスト双方の学生と交流した。その後、北アメリカに帰り、大学のキャンパスを巡回してキリスト信仰について演説をした。
彼の活動は特に青年の性的関係に対する考え方に向けられており、複数のキャンペーンを通じて婚前交渉を慎むように勧めている。その他にも、自尊心や信仰成長についても著書で述べている。

## キリスト教の弁証
キリスト教弁証家として、複数の書籍を通じてキリスト信仰を持つことを勧め、キリスト教徒以外からの質問に答えている。マクドウェルの傾向として、歴史的・法的証拠を強調してキリスト信仰を擁護しようとする。

## 著書
邦訳版が出版されているのみ。
- 『自己の再発見』松代幸太郎訳、いのちのことば社 、1987年
- 『キリストは神か偽善者か？』山口昇訳、いのちのことば社、2005年
- 『断絶世代とつながるためにーユースを導くための14章』伊藤真澄訳、いのちのことば社、2006年
- 『徹底検証キリスト教』シリーズ、いのちのことば社
  - 『第1巻ー信じる根拠はどこにあるのか－』中村光弘訳、川端光生監修、2007年
  - 『第2巻ーキリストー』中村光弘訳、川端光生監修、2014年
  - 『第3巻ー信じる根拠はどこにあるのかー』 中村光弘訳、川端光生監修、2020年